# Apsis (Astronomie)

Die Apsiden (Hauptscheitel) einer Bahnellipse:
A = Apoapsis (d2 = Apoapsisdistanz)
B = Periapsis (d1 = Periapsisdistanz)
(F, rechts = Gravitationszentrum = einer der beiden Brennpunkte)

Apsis oder Apside (Plural Apsiden) bezeichnet in der Astronomie einen der zwei Hauptscheitel der elliptischen Umlaufbahn eines Himmelskörpers um einen anderen als Zentralkörper.
Die Apoapsis ist derjenige Scheitel mit der größten Entfernung zum Zentralkörper und die Periapsis der mit der geringsten; beide gemeinsam werden Apsiden genannt, ihre Verbindungsgerade heißt Apsidenlinie.
Bei einer Umlaufbahn – beispielsweise von Planeten – um die Sonne bezeichnet Perihel (von altgriechisch περί perí ‚herum‘ und ἥλιος hḗlios ‚Sonne‘) den sonnennächsten und Aphel (IPA: [ˈap.heːl]) den sonnenfernsten Bahnpunkt.
Bei einer Umlaufbahn – beispielsweise des Mondes – um die Erde bezeichnet Perigäum den erdnächsten und Apogäum den erdfernsten Bahnpunkt.

## Wortherkunft
Apsis hat als altgriechisches Wort ἁψίς hapsís (im ionischen Dialekt ohne Hauchlaut ἀψίς apsís) die Bedeutungen „Verknüpfung“, „Maschen des Garnes“, am häufigsten jedoch „Gewölbe“, speziell „Triumphbogen“ oder „Himmelsgewölbe“. Mit der Bedeutung „Gewölbe“ wurde es für die in der Architektur gebräuchliche Bezeichnung Apsis entlehnt.
In der Astronomie wird es nicht nur im Sinne von „(Himmels-) Gewölbe“, sondern auch für den Scheitel einer Bahnkurve verwendet. Apo- und peri- sind Vorsilben mit der Bedeutung „von einem Orte weg“, „entfernt“ bzw. „um etwas herum“, „in der Nähe“.

## Abgeleitete Begriffe
Apsiden elliptischer Umlaufbahnen werden je nach Bezug oft besonders benannt. Je nach Bezug werden dabei die Vorsilben Ap(o)- für den fernen bzw. Peri- für den nahen Hauptscheitelpunkt mit einer Bezeichnung des Bezugspunkts kombiniert, die aus dem griechischen oder lateinischen Namen des Bezugspunkts abgeleitet ist.
- -fokus (lateinisch focus „Brennpunkt“) bezeichnet die Apsiden bezogen auf einen Brennpunkt der Ellipse ohne speziellen Bezug. In der Näherung idealer Ellipsen, sind Peri- und Apofokus identisch zum Peri- bzw. Apozentrum, da hier das Baryzentrum im Brennpunkt der Ellipse liegt.

- -zentrum (von griechisch kentron „Mittelpunkt“, wo man den Stachel des Zirkels ansetzt) nennt man die Apsiden bezogen auf das Baryzentrum. Ein Beispiel ist der Punkt auf der Umlaufbahn eines Partners in einem Doppelsternsystem, auf dem dieser am nächsten bzw. am weitesten vom Baryzentrum des Systems entfernt ist.

### Bezogen auf Zentralkörper
| |         |         |        |          |                 |
| |         |         |        |          |                 |
| Gesehen vom Himmelsnordpol, Frühlingspunkt unten; Planeten bewegen sich gegen den Uhrzeigersinn; • Perihel, • Aphel Blauer Bahnabschnitt nördlich der Ekliptik, violetter Bahnabschnitt südlich der Ekliptik. |         |         |        |          |                 |
| \| (Zwerg-) Planet \| Perihel \| Perihel \| Aphel \| Aphel \| Exzent- rizität \| \| (Zwerg-) Planet \| AE \| Mio. km \| AE \| Mio. km \| Exzent- rizität \| \| ----------------------------------- \| ------- \| ------- \| ------ \| -------- \| --------------- \| \| Merkur \| 0,307 \| 46,0 \| 0,467 \| 69,8 \| 0,20564 \| \| Venus \| 0,718 \| 107,5 \| 0,728 \| 108,9 \| 0,00678 \| \| Erde \| 0,983 \| 147,1 \| 1,017 \| 152,1 \| 0,01671 \| \| Mars \| 1,381 \| 206,7 \| 1,666 \| 249,2 \| 0,09339 \| \| Ceres \| 2,547 \| 381,0 \| 2,984 \| 446,4 \| 0,07914 \| \| Jupiter \| 4,951 \| 740,7 \| 5,455 \| 816,0 \| 0,04839 \| \| Saturn \| 9,023 \| 1.349,8 \| 10,050 \| 1.503,5 \| 0,05386 \| \| Uranus \| 18,282 \| 2.735,0 \| 20,096 \| 3.006,3 \| 0,04726 \| \| Neptun \| 29,812 \| 4.459,8 \| 30,328 \| 4.537,0 \| 0,00859 \| \| Pluto \| 29,658 \| 4.436,8 \| 49,306 \| 7.376,1 \| 0,24883 \| \| Haumea \| 34,477 \| 5.157,6 \| 51,514 \| 7.706,4 \| 0,19813 \| \| Makemake \| 37,915 \| 5.671,9 \| 52,773 \| 7.894,8 \| 0,16384 \| \| Eris \| 38,542 \| 5.765,7 \| 97,558 \| 14.594,5 \| 0,43363 \| \| Zwergplaneten sind grau hinterlegt. \| \| \| \| \| \| |         |         |        |          |                 |
| (Zwerg-) Planet | Perihel | Perihel | Aphel  | Aphel    | Exzent- rizität |
| (Zwerg-) Planet | AE      | Mio. km | AE     | Mio. km  | Exzent- rizität |
| Merkur | 0,307   | 46,0    | 0,467  | 69,8     | 0,20564         |
| Venus | 0,718   | 107,5   | 0,728  | 108,9    | 0,00678         |
| Erde | 0,983   | 147,1   | 1,017  | 152,1    | 0,01671         |
| Mars | 1,381   | 206,7   | 1,666  | 249,2    | 0,09339         |
| Ceres | 2,547   | 381,0   | 2,984  | 446,4    | 0,07914         |
| Jupiter | 4,951   | 740,7   | 5,455  | 816,0    | 0,04839         |
| Saturn | 9,023   | 1.349,8 | 10,050 | 1.503,5  | 0,05386         |
| Uranus | 18,282  | 2.735,0 | 20,096 | 3.006,3  | 0,04726         |
| Neptun | 29,812  | 4.459,8 | 30,328 | 4.537,0  | 0,00859         |
| Pluto | 29,658  | 4.436,8 | 49,306 | 7.376,1  | 0,24883         |
| Haumea | 34,477  | 5.157,6 | 51,514 | 7.706,4  | 0,19813         |
| Makemake | 37,915  | 5.671,9 | 52,773 | 7.894,8  | 0,16384         |
| Eris | 38,542  | 5.765,7 | 97,558 | 14.594,5 | 0,43363         |
| Zwergplaneten sind grau hinterlegt. |         |         |        |          |                 |

| (Zwerg-) Planet                     | Perihel | Perihel | Aphel  | Aphel    | Exzent- rizität |
| (Zwerg-) Planet                     | AE      | Mio. km | AE     | Mio. km  | Exzent- rizität |
| ----------------------------------- | ------- | ------- | ------ | -------- | --------------- |
| Merkur                              | 0,307   | 46,0    | 0,467  | 69,8     | 0,20564         |
| Venus                               | 0,718   | 107,5   | 0,728  | 108,9    | 0,00678         |
| Erde                                | 0,983   | 147,1   | 1,017  | 152,1    | 0,01671         |
| Mars                                | 1,381   | 206,7   | 1,666  | 249,2    | 0,09339         |
| Ceres                               | 2,547   | 381,0   | 2,984  | 446,4    | 0,07914         |
| Jupiter                             | 4,951   | 740,7   | 5,455  | 816,0    | 0,04839         |
| Saturn                              | 9,023   | 1.349,8 | 10,050 | 1.503,5  | 0,05386         |
| Uranus                              | 18,282  | 2.735,0 | 20,096 | 3.006,3  | 0,04726         |
| Neptun                              | 29,812  | 4.459,8 | 30,328 | 4.537,0  | 0,00859         |
| Pluto                               | 29,658  | 4.436,8 | 49,306 | 7.376,1  | 0,24883         |
| Haumea                              | 34,477  | 5.157,6 | 51,514 | 7.706,4  | 0,19813         |
| Makemake                            | 37,915  | 5.671,9 | 52,773 | 7.894,8  | 0,16384         |
| Eris                                | 38,542  | 5.765,7 | 97,558 | 14.594,5 | 0,43363         |
| Zwergplaneten sind grau hinterlegt. |         |         |        |          |                 |

Für die auf Sonne, Erde, Mond und Planeten bezogenen Apsiden gibt es ebenfalls Fachausdrücke, gebildet aus einem vom griechischen oder lateinischen Namen abgeleiteten Teil und den Vorsilben Ap(o)- für den fernen bzw. Peri- für den nahen Hauptscheitelpunkt.

- -hel zu helios „Sonne“: Das Perihel ist der sonnennächste, das Aphel der sonnenfernste Punkt einer Umlaufbahn um die Sonne. Die Erde ist um den 3. Januar der Sonne am nächsten (ca. 147,1 Mio. km bzw. 0,983 AE) und um den 5. Juli am entferntesten (ca. 152,1 Mio. km bzw. 1,017 AE). Die Differenz von etwa 5 Mio. km entspricht einer Exzentrizität der Erdbahn von etwa 0,017.

- -gäum zu gaia „Erde“; siehe auch Erdnähe: Perigäum und Apogäum sind der erdnächste bzw. der erdfernste Punkt.
  - Beim Mond unterscheiden sich durch die merklich elliptische Form seiner Bahn (Exzentrizität 0,055) die beiden Entfernungen 406.740 km und 356.410 km um über 13 Prozent (bezogen auf die große Halbachse der Ellipse von  384.405 km Länge).
  - Künstliche Erdsatelliten: Die Apsiden künstlicher Erdsatelliten werden ebenso genannt wie die des Erdmondes.
    - Angegeben als Höhe über der Erdoberfläche, fällt ihr Unterschied deutlicher auf als bei Angabe geozentrischer Distanzen. Würde beispielsweise eine etwa 500 km hoch über der Erdoberfläche (6.371 km vom Erdmittelpunkt entfernt)– liegende kreisförmige Umlaufbahn auf eine Exzentrizität von 0,055 geändert, variierte die Höhe etwa zwischen 122 km und 878 km. Satellitenbahnen mit Perigäen unter 200 km über Erdoberfläche sind aber wegen der hohen Bremswirkung der Atmosphäre wenig stabil. Hochexzentrische Umlaufbahnen werden deshalb sehr hoch angelegt, wie z. B. die Tundra-Orbits  mit Apogäen über 40.000 km.

- -selen zu selene „Mond“: Periselen und Aposelen sind der mondnächste bzw. der mondfernste Punkt der Bahn eines den Mond umkreisenden Körpers (englisch auch Perilune bzw. Apolune). Zum Beispiel hatte der dritte Lunar Orbiter (1967) zunächst ein Periselen von 210 km Höhe und ein Aposelen von 1790 km. Nach vier Tagen wurde die Bahn auf 45 km und 1850 km umgewandelt, um mehr hochauflösende Fotos zu gewinnen.

- -astron zu griechisch astron „Stern“: Periastron und Apoastron: Der Punkt auf der Umlaufbahn eines Doppelstern-Partners, auf dem dieser am nächsten bzw. am weitesten von seinem Begleiter entfernt ist.
- -galaktikum zu galaxis „Milchstraße“: Perigalaktikum und Apogalaktikum sind die Punkte auf der Umlaufbahn eines Sterns um das Zentrum des Milchstraßensystems, auf dem er am nächsten bzw. am weitesten von diesem entfernt ist.

- -jovum zu lat. iupiter: beim Jupiter sagt man Perijovum und Apojovum (englisch Peri-, Apojove, vom lateinischen Genitiv Iovis für des Jupiters).
- -ares zu griech. Ares: Beim Mars heißen die Apsiden Periares und Apares nach der griechischen Gottheit.
- Weitere Planeten: Für die anderen Planeten wären an Peri- bzw. Apo- konsequenterweise griechische Namen anzuhängen, z. B. ‑hermion beim Merkur oder ‑cytherion bei der Venus. Meistens werden sie umschrieben, analog beim Umlauf von Exoplaneten um ihren Zentralstern.

### Weitere Begriffe
Der Abstand zwischen System-Baryzentrum und Apside ist die Apsisdistanz (Apsidendistanz), oder Apsisabstand, also Periheldistanz (Perihelabstand, oft auch kurz nur „Perihel“), Apheldistanz (Aphelabstand, „Aphel“), Perizentrumsdistanz usw. Zu beachten ist, dass „Periapsisdistanz“ („Periapsisabstand“) manchmal auch als Bahnelement den Winkel Argument der Periapsis bezeichnet.
Die Verbindungslinie der beiden Apsiden ist die Apsidenlinie.

## Grundlagen

### Exzentrizität und Apsisdistanz
Der Zusammenhang zwischen (numerischer) Exzentrizität und den Apsisdistanzen ist
{\displaystyle \varepsilon ={\text{Exzentrizität}}={\frac {{\text{Apoapsisdistanz}}-{\text{Periapsisdistanz}}}{{\text{Apoapsisdistanz}}+{\text{Periapsisdistanz}}}}}

### Apsiden und Apsidenlinie

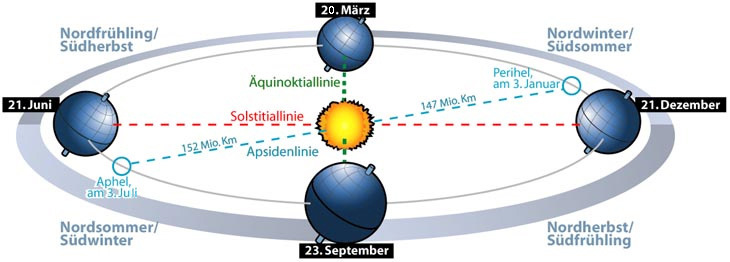
Die Erdbahn: Die Punkte der Tagundnachtgleichen (Äquinoktiallinie, grün) und der Sonnenwenden (Solstitiallinie, rot) liegen nicht auf der Ellipsenhauptachse (türkis).

Die Gerade durch die beiden Apsiden wird Apsidenlinie genannt. Die Verbindungsstrecke beider Punkte entspricht der Hauptachse der Ellipse. Für die Bahnberechnung wird häufig deren halbe Größe als „große Halbachse“ oder „mittlere Entfernung“ angegeben.
{\displaystyle a={\text{große Halbachse}}={\frac {{\text{Apoapsisdistanz}}+{\text{Periapsisdistanz}}}{2}}}

### Bestimmung aus großer Halbachse
In astronomischen Tabellen sind oft die große Halbachse {\displaystyle {\text{a}}} und die numerische Exzentrizität {\displaystyle \varepsilon } von Bahnen von Himmelskörpern angegeben. Aus diesen kann man nach folgenden Formeln den Abstand des umlaufenden Körpers vom Baryzentrum berechnen:
{\displaystyle {\text{Periapsisdistanz}}=a\cdot (1-\varepsilon )}
{\displaystyle {\text{Apoapsissdistanz}}=a\cdot (1+\varepsilon )}

### Bahnellipsen und Baryzentrum
Wenn man Bahndaten näher betrachtet und die zwei Apsidendistanzen mittelt, fällt manchmal auf, dass sich diese mittlere Entfernung von der großen Halbachse unterscheidet. Wenn der Zentralkörper nicht wesentlich größer als der zweite ist, wird daran der Effekt des Baryzentrums deutlich gemacht. Denn nicht der Mittelpunkt des Zentralkörpers steht im Brennpunkt der Bahnellipse, sondern das Baryzentrum als der gemeinsame Schwerpunkt der Himmelskörper.
Beim System Erde-Mond liegt das Baryzentrum (der Erde-Mond-Schwerpunkt) fast 5000 km außerhalb des Geozentrums, also im mondzugewandten Bereich des Erdmantels. Der Erdmittelpunkt beschreibt daher monatlich eine Ellipse von 10.000 km Durchmesser.
Bei Doppelsternen (siehe unten) ist dieser Effekt noch wesentlich größer und kann vielfach sogar astrometrisch erfasst werden. So wurde beispielsweise schon um 1800 eine periodische Ortsveränderung des hellen Sterns Sirius festgestellt, aber erst 1862 sein kleiner Begleiter optisch nachgewiesen – als erster astrometrischer Doppelstern.
Bei dem Nachweis von Exoplaneten mit der Radialgeschwindigkeitsmethode wird dieser Effekt ausgenutzt, um aus dem radialen Bewegungsanteil des Muttersterns um das Baryzentrum auf Masse und Umlaufdauer der Planeten zu schließen.
Während des Durchgangs eines Körpers durch seine Periapsis besitzt er seine größte Bahngeschwindigkeit, weil er bis dorthin – aufgrund des abnehmenden Bahnradius – auf das Gravizentrum zufällt; während seines Durchgangs durch die Apoapsis seine geringste Umlaufgeschwindigkeit, weil er sich bis dorthin vom Gravizentrum entfernt. Die Winkelgeschwindigkeit (scheinbare Geschwindigkeit) im Umlaufzentrum ändert sich noch mehr, weil sich zusätzlich zu dem im gleichen Zeitabschnitt durcheilten Bogen auch die Distanz (der Radius) verkürzt – dieser Effekt ist etwa bei der Beobachtung der täglichen Bewegung des Mondes oder eines Satelliten auffallend.

### Bahnstörungen
In Abwesenheit von Schwerkraftseinflüssen anderer Himmelskörper und unter Vernachlässigung relativistischer Effekte hätte eine Apsidenlinie stets dieselbe Ausrichtung im Raum. Da der umlaufende Körper in der Regel jedoch solchen Störungen ausgesetzt ist, bleibt die Apsidenlinie nicht fest, sondern dreht sich langsam in Richtung des umlaufenden Himmelskörpers. Dieser Vorgang wird Apsidendrehung genannt. Weist die Bahn eines Himmelskörpers eine merkliche Apsidendrehung auf, so muss zwischen seiner anomalistischen Umlaufperiode (Rückkehr zur selben Apsis) und seiner kleineren siderischen Umlaufperiode (Rückkehr zur selben Stellung bezüglich des Fixsternhintergrunds) unterschieden werden.
Die Störungen durch andere Himmelskörper können neben der Apsidendrehung auch geringfügige kurzzeitige Verformungen einer Umlaufbahn bewirken. Der größte und der kleinste Abstand dieser verformten Bahn vom Zentralkörper werden sich an etwas anderen Stellen befinden als die Apsiden der ungestörten Bahn. Dies beeinflusst sowohl die Zeitpunkte der Apsidendurchläufe als auch die betreffenden Apsisdistanzen.

## System Sonne-Erde
Bei der Erde kreist nicht wie bei mondlosen Planeten ihr Mittelpunkt, sondern der mit ihrem Mond gemeinsame Schwerpunkt (Baryzentrum) auf einer Kepler-Ellipse um die Sonne. Dieser Schwerpunkt liegt zwar noch im Erdinneren – in ca. 1700 km Tiefe – doch im Mittel etwa 4670 km vom Erdmittelpunkt entfernt. Der Erdmittelpunkt vollführt folglich eine Schlangenlinie über der Ellipse.
| Periheldurchgang des Erde-Mond-Schwerpunkts | Periheldurchgang des Erde-Mond-Schwerpunkts | Periheldurchgang des Erde-Mond-Schwerpunkts |
| ------------------------------------------- | ------------------------------------------- | ------------------------------------------- |
| Jahr                                        | Datum                                       | Sonnenabstand (AE)                          |
| 2010                                        | 3. Januar 18h MEZ                           | 0,983314                                    |
| 2011                                        | 4. Januar 01h MEZ                           | 0,983310                                    |
| 2012                                        | 4. Januar 04h MEZ                           | 0,983303                                    |
| 2013                                        | 3. Januar 07h MEZ                           | 0,983306                                    |
| 2014                                        | 3. Januar 16h MEZ                           | 0,983311                                    |
| 2015                                        | 4. Januar 01h MEZ                           | 0,983309                                    |
| 2016                                        | 4. Januar 05h MEZ                           | 0,983296                                    |
| 2017                                        | 3. Januar 09h MEZ                           | 0,983297                                    |
| 2018                                        | 3. Januar 15h MEZ                           | 0,983312                                    |
| 2019                                        | 3. Januar 23h MEZ                           | 0,983273                                    |
| 2020                                        | 4. Januar 06h MEZ                           | 0,983253                                    |

### Periheldurchgang des Erde-Mond-Schwerpunkts
Der Schwerpunkt durchläuft den Scheitelpunkt der Ellipse jeweils in mittleren Zeitabständen von einem anomalistischen Jahr, also 365 Tagen und gut sechs Stunden. Nach Ablauf eines Kalenderjahres von 365 Tagen braucht der Schwerpunkt daher noch weitere sechs Stunden, um den Scheitelpunkt wieder zu erreichen. Jeder Durchgang findet deshalb zu einer um etwa sechs Stunden späteren Uhrzeit statt, bis nach vier Jahren ein Schalttag den Durchgang wieder um einen Tag vorverlegt (man vergleiche ähnliche Muster beim Beginn der einzelnen Jahreszeiten). Da das Schaltjahrschema jedoch dafür ausgelegt ist, den Kalender mit dem tropischen Jahr und nicht mit dem um etwa 25 Minuten längeren anomalistischen Jahr zu synchronisieren, wandert der Zeitpunkt des Scheiteldurchgangs langfristig rückwärts durch den Kalender.
In der Tabelle sind die auflaufende jährliche Verspätung und das Zurückspringen nach einem Schaltjahr (fett markiert) deutlich zu erkennen. Die verbleibenden Abweichungen von einer strengen Regelmäßigkeit sind auf die Gravitationseinflüsse der übrigen Planeten zurückzuführen, welche die Erdbahn geringfügig verformen, so dass die genaue Lage ihres sonnennächsten Punktes stets ein wenig hin und her wandert.

### Größte Sonnennähe des Erdmittelpunkts

Bewegung der Erde auf Schlangenlinien um die Sonne:
Schwarze Grundlinie: Elliptische Bahn des Schwerpunkts Erde/Mond.
Schlangenlinien: Erdbahnen rot (größte Sonnennähe/„Perihel 1989“ am 1. Januar bei abnehmendem Mond) und blau (größte Sonnennähe/„Perihel 2020“ am 5. Januar bei zunehmendem Mond) mit 1000-fach überhöht dargestelltem Mondeinfluss.

Der Erdmittelpunkt vollführt die bereits erwähnte Schlangenlinie über der vom Schwerpunkt Erde/Mond (Baryzentrum) verfolgten Keplerellipse. Der Zeitpunkt der größten Sonnennähe der Erde ist deshalb im Allgemeinen nicht derjenige, an dem das Baryzentrum den Ellipsenscheitel passiert. Er wird auch von der Mondphase bestimmt, die zur Perihel-Zeit besteht:
- Bei zunehmendem Mond erreicht der Erdschwerpunkt später als das Baryzentrum seine größte Sonnennähe, bei abnehmendem Mond ist es umgekehrt. Der Zeitunterschied ist bei Halbmond am größten und kann bis etwa 32 Stunden betragen.
  - Wenn sich der Mond bei der Scheitelpassage des Baryzentrums im ersten Viertel (zunehmender Mond) befindet, so bewegt sich die Erde gerade mit maximaler Geschwindigkeit in Richtung zur Sonne. Der Mond entfernt sich mit maximaler Geschwindigkeit, der Abstand der Erde von der Sonne nimmt immer noch ab, und die maximale Sonnennähe ist später als jene des Baryzentrums. Der Abstand des Baryzentrums von der Sonne wächst zwar nach dem Verlassen des Scheitels, aber die vom Mond verursachte Annäherung der Erde an die Sonne überwiegt mehr als einen Tag lang.
  - Beim dritten Viertel (abnehmender Mond) hat sich die Erde mehr als einen Tag früher der Sonne am nächsten befunden und entfernt sich anschließend mit maximaler Geschwindigkeit von der Sonne weg (Mond mit maximaler Geschwindigkeit in Sonnen-Richtung). Wenn das Baryzentrum im Bahnscheitel ist, hat die Erde bereits eine positive Geschwindigkeit von der Sonne weg, und die maximale Sonnennähe war früher als jene des Baryzentrums.
Im Beispiel für 1989 (siehe auch Abbildung Bewegung der Erde auf Schlangenlinien um die Sonne) war der Mond am 30. Dezember 1988 im dritten Viertel. Die von ihm verursachte schnelle Wegbewegung der Erde von der Sonne wurde aber von der noch relativ schnellen Näherung des Baryzentrums an die Sonne bis zur Nacht vom 1. zum 2. Januar (etwa 27 Stunden vor dem am 3. Januar stattfindenden Scheiteldurchgang des Baryzentrums) überboten.
- Bei Vollmond und Neumond passieren Erdschwerpunkt, Baryzentrum und Mond ihre Ellipsenscheitel etwa gleichzeitig. Bei Vollmond ist die Sonnennähe der Erde absolut am größten und kann exakt im Scheitel stattfinden. Bei Neumond ist die größte Sonnennähe im gegenseitigen Vergleich aller Mondphasen am kleinsten und liegt immer kurz vor oder nach dem Scheitel.

In den Jahren 2010 bis 2020 wird die größte Sonnennähe maximal etwa 29 Stunden früher (2016) beziehungsweise maximal etwa 30 Stunden später (2017) als die Scheitelpassage des Baryzentrums erreicht, siehe unten stehende Tabelle.
Die frühesten und spätesten kalendarischen Momente der größten Sonnennähe der Erde in den Jahren 1980 bis 2020 sind der 1. Januar 1989 23h MEZ (etwa 27½ Stunden vor der Scheitelpassage des Baryzentrums, abnehmender Mond, Schalttag vorhergehend, 29. Februar 1988) und der 5. Januar 2020 9h MEZ (etwa 27 Stunden nach der Scheitelpassage des Baryzentrums, zunehmender Mond, Schalttag folgend, 29. Februar 2020). Man beachte, dass bei der Auswahl nach Kalenderdatum wegen des Schaltperiode-„Pendelns“ des Kalenders keine Aussage über die größten zeitlichen Abstände vom Moment der Scheitelpassage durch das Baryzentrum möglich ist, vgl. Werte 1989 gegen 2016 und 2020 gegen 2017.
Wegen der langsamen Drift des Perihels (Drehung der Apsidenlinie) werden sich diese Zeitpunkte auf spätere Kalenderdaten verschieben. Um das Jahr 1600 war größte Sonnennähe zwischen 26. und 28. Dezember. Um das Jahr 2500 herum wird sie auf den 10. bis 13. Januar fallen.
Die für die Sonnennähe beschriebenen Verhältnisse gelten entsprechend auch für die Sonnenferne. Die folgende Tabelle listet Zeitpunkte für beide Fälle auf.
| Jahr | größte Sonnennähe der Erde | größte Sonnennähe der Erde | größte Sonnennähe der Erde       |              | größte Sonnenferne der Erde | größte Sonnenferne der Erde    | größte Sonnenferne der Erde | Perihel-Interval |
| Jahr | Datum (MEZ)                | Sonnenabstand (AE)         | Relativ zum mittleren Perihelion | Datum (MESZ) | Sonnenabstand (AE)          | Relativ zum mittleren Aphelion |                             | Perihel-Interval |
| ---- | -------------------------- | -------------------------- | -------------------------------- | ------------ | --------------------------- | ------------------------------ | --------------------------- | ---------------- |
| 2001 | 4. Januar, 09:52           | 0.9832860 AU               | -582 km                          |              | 4. Juli, 15:37              | 1.0166426 AU                   | -10122 km                   | 367,15 Tage      |
| 2002 | 2. Januar, 15:09           | 0.9832898 AU               | -20 km                           |              | 6. Juli, 05:47              | 1.0166882 AU                   | -3304 km                    | 363,22 Tage      |
| 2003 | 4. Januar, 06:02           | 0.9833204 AU               | 4556 km                          |              | 4. Juli, 07:40              | 1.0167282 AU                   | 2683 km                     | 366,62 Tage      |
| 2004 | 4. Januar, 18:42           | 0.9832648 AU               | -3752 km                         |              | 5. Juli, 13:54              | 1.0166937 AU                   | -2485 km                    | 365,53 Tage      |
| 2005 | 2. Januar, 01:35           | 0.9832968 AU               | 1032 km                          |              | 5. Juli, 06:58              | 1.0167416 AU                   | 4683 km                     | 363,29 Tage      |
| 2006 | 4. Januar, 16:30           | 0.9833270 AU               | 5543 km                          |              | 4. Juli, 01:10              | 1.0166973 AU                   | -1949 km                    | 367,62 Tage      |
| 2007 | 3. Januar, 20:43           | 0.9832602 AU               | -4449 km                         |              | 7. Juli, 01:53              | 1.0167059 AU                   | -649 km                     | 364,18 Tage      |
| 2008 | 3. Januar, 00:51           | 0.9832801 AU               | -1476 km                         |              | 4. Juli, 09:41              | 1.0167535 AU                   | 6465 km                     | 364,17 Tage      |
| 2009 | 4. Januar, 16:30           | 0.9832730 AU               | -2526 km                         |              | 4. Juli, 03:40              | 1.0166664 AU                   | -6563 km                    | 367,65 Tage      |
| 2010 | 3. Januar, 01:09           | 0.9832897 AU               | -38 km                           |              | 6. Juli, 13:30              | 1.0167020 AU                   | -1246 km                    | 363,36 Tage      |
| 2011 | 3. Januar, 19:32           | 0.9833413 AU               | 7681 km                          |              | 4. Juli, 16:54              | 1.0167404 AU                   | 4501 km                     | 365,77 Tage      |
| 2012 | 5. Januar, 01:32           | 0.9832841 AU               | -871 km                          |              | 5. Juli, 05:32              | 1.0166751 AU                   | -5270 km                    | 366,25 Tage      |
| 2013 | 2. Januar, 05:38           | 0.9832905 AU               | 82 km                            |              | 5. Juli, 16:44              | 1.0167085 AU                   | -268 km                     | 363,17 Tage      |
| 2014 | 4. Januar, 12:59           | 0.9833347 AU               | 6701 km                          |              | 4. Juli, 02:13              | 1.0166816 AU                   | -4287 km                    | 367,31 Tage      |
| 2015 | 4. Januar, 07:36           | 0.9832774 AU               | -1874 km                         |              | 6. Juli, 21:40              | 1.0166821 AU                   | -4214 km                    | 364,78 Tage      |
| 2016 | 2. Januar, 23:49           | 0.9833039 AU               | 2097 km                          |              | 4. Juli, 18:24              | 1.0167509 AU                   | 6080 km                     | 363,68 Tage      |
| 2017 | 4. Januar, 15:18           | 0.9833094 AU               | 2919 km                          |              | 3. Juli, 22:11              | 1.0166756 AU                   | -5190 km                    | 367,65 Tage      |
| 2018 | 3. Januar, 06:35           | 0.9832843 AU               | -845 km                          |              | 6. Juli, 18:47              | 1.0166961 AU                   | -2129 km                    | 363,64 Tage      |
| 2019 | 3. Januar, 06:20           | 0.9833012 AU               | 1681 km                          |              | 5. Juli, 00:11              | 1.0167543 AU                   | 6590 km                     | 364,99 Tage      |
| 2020 | 5. Januar, 08:48           | 0.9832436 AU               | -6935 km                         |              | 4. Juli, 13:35              | 1.0166943 AU                   | -2399 km                    | 367,10 Tage      |
| 2021 | 2. Januar, 14:51           | 0.9832571 AU               | -4916 km                         |              | 6. Juli, 00:27              | 1.0167292 AU                   | 2832 km                     | 363,25 Tage      |
| 2022 | 4. Januar, 07:55           | 0.9833365 AU               | 6973 km                          |              | 4. Juli, 09:11              | 1.0167154 AU                   | 760 km                      | 366,71 Tage      |
| 2023 | 4. Januar, 17:17           | 0.9832956 AU               | 845 km                           |              | 6. Juli, 22:07              | 1.0166806 AU                   | -4444 km                    | 365,39 Tage      |
| 2024 | 3. Januar, 01:39           | 0.9833070 AU               | 2553 km                          |              | 5. Juli, 07:06              | 1.0167255 AU                   | 2273 km                     | 363,35 Tage      |
| 2025 | 4. Januar, 14:28           | 0.9833274 AU               | 5607 km                          |              | 3. Juli, 21:55              | 1.0166437 AU                   | -9957 km                    | 367,53 Tage      |
| 2026 | 3. Januar, 18:16           | 0.9833021 AU               | 1815 km                          |              | 6. Juli, 19:31              | 1.0166440 AU                   | -9920 km                    | 364,16 Tage      |
| 2027 | 3. Januar, 03:33           | 0.9833335 AU               | 6513 km                          |              | 5. Juli, 07:06              | 1.0167289 AU                   | 2786 km                     | 364,39 Tage      |
| 2028 | 5. Januar, 13:28           | 0.9833074 AU               | 2608 km                          |              | 4. Juli, 00:18              | 1.0166798 AU                   | -4566 km                    | 367,41 Tage      |
| 2029 | 2. Januar, 19:13           | 0.9832917 AU               | 270 km                           |              | 6. Juli, 07:12              | 1.0167127 AU                   | 362 km                      | 363,24 Tage      |
| 2030 | 3. Januar, 11:12           | 0.9833418 AU               | 7758 km                          |              | 4. Juli, 14:58              | 1.0167227 AU                   | 1848 km                     | 365,67 Tage      |
| 2031 | 4. Januar, 21:48           | 0.9832664 AU               | -3516 km                         |              | 6. Juli, 09:10              | 1.0166882 AU                   | -3308 km                    | 366,44 Tage      |
| 2032 | 3. Januar, 06:11           | 0.9832469 AU               | -6437 km                         |              | 5. Juli, 13:54              | 1.0167510 AU                   | 6086 km                     | 363,35 Tage      |
| 2033 | 4. Januar, 12:51           | 0.9832989 AU               | 1350 km                          |              | 3. Juli, 22:52              | 1.0166936 AU                   | -2494 km                    | 367,28 Tage      |
| 2034 | 4. Januar, 05:47           | 0.9832893 AU               | -89 km                           |              | 6. Juli, 20:49              | 1.0166703 AU                   | -5979 km                    | 364,71 Tage      |
| 2035 | 3. Januar, 01:54           | 0.9833249 AU               | 5238 km                          |              | 5. Juli, 20:22              | 1.0167406 AU                   | 4539 km                     | 363,84 Tage      |
| 2036 | 5. Januar, 15:17           | 0.9833202 AU               | 4530 km                          |              | 3. Juli, 23:17              | 1.0166633 AU                   | -7033 km                    | 367,56 Tage      |
| 2037 | 3. Januar, 05:00           | 0.9832889 AU               | -152 km                          |              | 6. Juli, 14:05              | 1.0166651 AU                   | -6753 km                    | 363,57 Tage      |
| 2038 | 3. Januar, 06:01           | 0.9833549 AU               | 9718 km                          |              | 4. Juli, 21:46              | 1.0166909 AU                   | -2904 km                    | 365,04 Tage      |
| 2039 | 5. Januar, 07:41           | 0.9833113 AU               | 3192 km                          |              | 5. Juli, 15:25              | 1.0166588 AU                   | -7700 km                    | 367,07 Tage      |
| 2040 | 3. Januar, 12:33           | 0.9832937 AU               | 557 km                           |              | 5. Juli, 21:02              | 1.0167271 AU                   | 2517 km                     | 363,20 Tage      |
| 2041 | 3. Januar, 22:52           | 0.9833471 AU               | 8554 km                          |              | 4. Juli, 03:38              | 1.0166887 AU                   | -3235 km                    | 366,43 Tage      |
| 2042 | 4. Januar, 10:07           | 0.9833014 AU               | 1723 km                          |              | 6. Juli, 15:10              | 1.0166554 AU                   | -8212 km                    | 365,47 Tage      |
| 2043 | 2. Januar, 23:15           | 0.9832882 AU               | -257 km                          |              | 6. Juli, 04:25              | 1.0167441 AU                   | 5064 km                     | 363,55 Tage      |
| 2044 | 5. Januar, 13:52           | 0.9832896 AU               | -44 km                           |              | 3. Juli, 17:24              | 1.0166960 AU                   | -2140 km                    | 367,61 Tage      |
| 2045 | 3. Januar, 15:56           | 0.9832653 AU               | -3677 km                         |              | 6. Juli, 14:51              | 1.0166888 AU                   | -3210 km                    | 364,09 Tage      |
| 2046 | 3. Januar, 01:58           | 0.9833451 AU               | 8247 km                          |              | 5. Juli, 08:06              | 1.0167265 AU                   | 2432 km                     | 364,42 Tage      |
| 2047 | 5. Januar, 12:44           | 0.9833216 AU               | 4738 km                          |              | 5. Juli, 08:32              | 1.0166728 AU                   | -5608 km                    | 367,45 Tage      |
| 2048 | 3. Januar, 19:05           | 0.9832818 AU               | -1219 km                         |              | 6. Juli, 07:08              | 1.0167072 AU                   | -469 km                     | 363,26 Tage      |
| 2049 | 3. Januar, 11:27           | 0.9833342 AU               | 6626 km                          |              | 4. Juli, 11:06              | 1.0166722 AU                   | -5702 km                    | 365,68 Tage      |
| 2050 | 4. Januar, 20:35           | 0.9833060 AU               | 2411 km                          |              | 6. Juli, 03:57              | 1.0166285 AU                   | -12240 km                   | 366,38 Tage      |